# Liste des pièces commémoratives de 2 euros de 2005
Carte
- une pièce commémorative de 2 € émise
- pas de pièce commémorative de 2 € émise
- ne fait pas partie de la zone euro

Chronologie
2004 2006
Pour un article plus général, voir Pièce commémorative de 2 euros.
Une pièce commémorative de 2 euros est une pièce de 2 euros frappée par un État membre de la zone euro ou par un des micro-États autorisés à frapper des pièces de monnaie libellées en euro, destinée à commémorer un événement historique ou célébrer un événement actuel important. 
Cet article répertorie les 8 pièces commémoratives émises en 2005.
En cette année 2005, cinq pays émettent leur deuxième pièce commémorative de 2 € : la Finlande, l'Italie, le Luxembourg, Saint-Marin et le Vatican. L'Autriche, la Belgique et l'Espagne en émettent pour la première fois. Huit pièces sont donc émises, soit deux de plus que l'année précédente.

## Pièces émises
| Autriche                     | 50e anniversaire du Traité d'État autrichien | |
|                              | Cette pièce est la première pièce commémorative de 2 € émise par l'Autriche. La reproduction des signatures et des sceaux figurant sur la dernière page du Traité d'État autrichien, signé le 15 mai 1955 par les ministres des affaires étrangères et les ambassadeurs d'Union soviétique, du Royaume-Uni, des États-Unis et de France, ainsi que du ministre autrichien des affaires étrangères de l'époque, Leopold Figl. L'inscription 50 JAHRE STAATSVERTRAG apparaît au-dessus des sceaux, sur le côté supérieur de la partie intérieure, formant presque un demi-cercle légèrement incliné vers la droite. Le millésime 2005 est inscrit dans la partie inférieure gauche. À l'arrière-plan de la partie intérieure, décoré de lignes verticales, figure la représentation héraldique des couleurs nationales autrichiennes (rouge-blanc-rouge). L'anneau externe de la pièce comporte les douze étoiles du drapeau européen. | |
| Graveur : Helmut Andexlinger | \| Gravure sur la tranche : \| Date : \| Tirage : \| \| \| Mai 2005 \| 7 millions de pièces( 6 878 000 en rouleaux, 2000 en enveloppes philatélique numismatique, 20 000 en BE et 100 000 en BU) \| | |
| Gravure sur la tranche :     | Date : | Tirage : |
|                              | Mai 2005 | 7 millions de pièces( 6 878 000 en rouleaux, 2000 en enveloppes philatélique numismatique, 20 000 en BE et 100 000 en BU) |

| Belgique                 | Union économique belgo-luxembourgeoise |                                                                                            |
|                          | Cette pièce est la première pièce commémorative de 2 € émise par la Belgique. Les effigies conjointes du Grand-Duc Henri de Luxembourg et de Roi des Belges, Albert II, de profil, regardant vers la gauche. Le millésime 2005 apparaît sous les effigies. L'anneau externe de la pièce représente les douze étoiles du drapeau européen interrompues par les monogrammes du Grand-Duc Henri, à gauche, et du Roi Albert II, à droite. |                                                                                            |
| Graveur : Luc Luycx      | \| Gravure sur la tranche : \| Date : \| Tirage : \| \| \| Mai 2005 \| 6 millions de pièces(5 977 000 en circulation, 20 000 en Blister BU et 3000 en coffret BE) \| |                                                                                            |
| Gravure sur la tranche : | Date : | Tirage :                                                                                   |
|                          | Mai 2005 | 6 millions de pièces(5 977 000 en circulation, 20 000 en Blister BU et 3000 en coffret BE) |

| Espagne                             | 400e anniversaire de la première édition de L'Ingénieux Hidalgo Don Quichotte de la Manche par Miguel de Cervantes | |
|                                     | Cette pièce est la première pièce commémorative de 2 € émise par l'Espagne. La représentation du personnage de Don Quichotte de la Manche tenant une lance, avec deux moulins à vent à l'arrière-plan. À gauche, une partie de la pièce est incuse et comporte le nom du pays émetteur ESPAÑA. L'anneau externe de la pièce comporte les douze étoiles du drapeau européen, entrecoupées en bas par le millésime 2005. Sur la droite, quatre des étoiles (correspondant aux points 1, 2, 3 et 4 sur l'écran d'une horloge) sont incuses en arc. | |
| Graveur : Begoña Castellanos Garcia | \| Gravure sur la tranche : \| Date : \| Tirage : \| \| \| Avril 2005 \| 8 millions de pièces(7 892 077 en circulation, 3000 en BE, 49 923 en sets annuels BU, 25 000 enveloppes philatélique numismatique BU et 30 000 blisters de pièces de 2 et 12€) [5] \| | |
| Gravure sur la tranche :            | Date : | Tirage : |
|                                     | Avril 2005 | 8 millions de pièces(7 892 077 en circulation, 3000 en BE, 49 923 en sets annuels BU, 25 000 enveloppes philatélique numismatique BU et 30 000 blisters de pièces de 2 et 12€) |

| Finlande                 | 60e anniversaire des Nations unies et le 50e anniversaire de l'adhésion de la Finlande aux Nations unies | |
|                          | Des pièces de puzzle formant une colombe de la paix. Sous la colombe, dans la partie inférieure de l'anneau interne : à gauche, les mots FINLAND – UN (Finlande - ONU) ; à droite, le millésime 2005. L'anneau externe de la pièce comporte les douze étoiles du drapeau européen. | |
| Graveur : Tapio Kettunen | \| Gravure sur la tranche : \| Date : \| Tirage : \| \| \| Octobre 2005 \| 2 millions de pièces(1 946 891 en rouleaux, 1500 dans un set 2004/2014, 42 600 sets annuels et 9600 sets 2004/2009) [7] \|                                                                              | |
| Gravure sur la tranche : | Date : | Tirage : |
|                          | Octobre 2005 | 2 millions de pièces(1 946 891 en rouleaux, 1500 dans un set 2004/2014, 42 600 sets annuels et 9600 sets 2004/2009) |

| Italie                           | 1er anniversaire de la signature de la Constitution européenne |                                      |
|                                  | Une représentation d'Europa et du taureau. Europa tient une plume et le texte de la Constitution européenne. Le millésime figure en haut à droite de l'illustration, au-dessus de la tête du taureau. Dans la partie inférieure de l'illustration apparaît le monogramme de la République italienne, RI. Les termes COSTITUZIONE EUROPEA forme un demi-cercle dans la partie inférieure de l'anneau externe. Les douze étoiles du drapeau européen ornent la partie supérieure de l'anneau externe. |                                      |
| Graveur : Maria Carmela Colaneri | \| Gravure sur la tranche : \| Date : \| Tirage : \| \| \| Octobre 2005 \| 18 millions de pièces en circulation \| |                                      |
| Gravure sur la tranche :         | Date : | Tirage :                             |
|                                  | Octobre 2005 | 18 millions de pièces en circulation |

| Luxembourg                       | 50e anniversaire du Grand-Duc Henri, 5e anniversaire de son accession au trône et le 100e anniversaire de la mort du Grand-Duc Adolphe | |
|                                  | Les effigies conjointes du Grand-Duc Henri et du Grand-Duc Adolphe regardant vers la droite. Ces effigies sont surmontées de la légende, inscrite en demi-cercle, GRANDS-DUCS DE LUXEMBOURG. Les textes HENRI * 1955 et ADOLPHE + 1905 figure sous leurs effigies respectives. Le millésime 2005 est inscrit en dessous. L'anneau externe de la pièce comporte les douze étoiles du drapeau européen placées entre les lettres du nom du pays émetteur LËTZEBUERG. | |
| Graveur : Yvette Gastauer-Claire | \| Gravure sur la tranche : \| Date : \| Tirage : \| \| \| Janvier 2005 \| 2 769 000 pièces(2 720 000 zn circulation, 15 000 sets annuels, 20 000 sets annuels Belenux, 10 000 en Coincard, 2500 en sets BE 2005/2008 et 1500 en BE[10] \| | |
| Gravure sur la tranche :         | Date : | Tirage : |
|                                  | Janvier 2005 | 2 769 000 pièces(2 720 000 zn circulation, 15 000 sets annuels, 20 000 sets annuels Belenux, 10 000 en Coincard, 2500 en sets BE 2005/2008 et 1500 en BE |

| Saint-Marin                 | 2005, année mondiale de la physique |                                |
|                             | Une adaptation libre du tableau allégorique La fisica antica mettant en scène Galilée. Sous le globe posé sur le bureau est indiqué le millésime 2005. En haut, l'indication du pays émetteur SAN MARINO forme un demi-cercle et, en bas, on peut lire la légende ANNO MONDIALE DELLA FISICA(année mondiale de la physique). L'anneau externe de la pièce comporte les douze étoiles du drapeau européen. Entre les étoiles, des parties d'un atome stylisé recouvrant toute la pièce. |                                |
| Graveur : Luciana De Simoni | \| Gravure sur la tranche : \| Date : \| Tirage : \| \| \| Octobre 2005 \| 130 000 pièces en coincards BU \| |                                |
| Gravure sur la tranche :    | Date : | Tirage :                       |
|                             | Octobre 2005 | 130 000 pièces en coincards BU |

| Vatican                                                                | 20e Journées mondiales de la jeunesse organisées à Cologne, en Allemagne, en août 2005 |                                                                                    |
|                                                                        | La représentation de la cathédrale de Cologne avec une comète dans la partie supérieure du dessin. La légende XX GIORNATA MONDIALE DELLA GIOVENTU (20e journées mondiales de la jeunesse) forment un demi-cercle au-dessus de la cathédrale, interrompu par la queue de la comète et une des tours de la cathédrale. L'anneau externe de la pièce comporte les douze étoiles du drapeau européen sur la partie supérieure interrompues au sommet par le millésime 2005, ainsi que l'indication du pays émetteur CITTÀ DEL VATICANO dans la partie inférieure. |                                                                                    |
| Graveur : Daniela Longo (création) Ettore Lorenzo Frapiccini (gravure) | \| Gravure sur la tranche : \| Date : \| Tirage : \| \| \| Octobre 2005 \| 100 000 pièces(85 000 en coincards et 15 000 enveloppes philatélique numismatique) \| |                                                                                    |
| Gravure sur la tranche :                                               | Date : | Tirage :                                                                           |
|                                                                        | Octobre 2005 | 100 000 pièces(85 000 en coincards et 15 000 enveloppes philatélique numismatique) |

## Compléments

### Lectures approfondies
- Olivier Fournier (dir.), €5 : €monnaies et €billets 1999-2009, Paris, Les Chevaux-Légers, 2009 (ISBN 978-2-916996-13-4)
- Catalogue euro, Monnaie et billets 2014, Geesthacht, Leuchtturm, 2014 (ISBN 978-3-00-026627-0)